# Xysticus atevs
Xysticus atevs är en spindelart som beskrevs av Vladimir I. Ovtsharenko 1979. Xysticus atevs ingår i släktet Xysticus och familjen krabbspindlar. Inga underarter finns listade i Catalogue of Life.